# Kanton Perpignan-5
Der Kanton Perpignan-5 ist seit 1973 ein französischer Wahlkreis im Arrondissement Perpignan im Département Pyrénées-Orientales in der Region Okzitanien.

## Gemeinden
Der Kanton besteht aus zwei Gemeinden und Gemeindeteilen mit insgesamt 28.893 Einwohnern (Stand: 1. Januar 2022) auf einer Gesamtfläche von 20,92 km²:
| Gemeinde           | Einwohner 1. Januar 2022 | Fläche km² | Dichte Einw./km² | Code INSEE | Postleitzahl |
| ------------------ | ------------------------ | ---------- | ---------------- | ---------- | ------------ |
| Canohès            | 6.575                    | 8,56       | 768              | 66038      | 66680        |
| Perpignan          | 22.318                   | 12,36      | 1.806            | 66136      | 66000, 66100 |
| Kanton Perpignan-5 | 28.893                   | 20,92      | 1.381            | 6610       | –            |

1. ↑   Nur der südwestliche Teil der Gemeinde, der Rest verteilt sich auf die Kantone Perpignan-1, Perpignan-2, Perpignan-3, Perpignan-4 und Perpignan-6.

Bis zur landesweiten Neuordnung der französischen Kantone im März 2015 gehörten zum Kanton Perpignan-5 ein Teil der Gemeinde Perpignan. Er besaß vor 2015 den INSEE-Code 6622.